# Lamia Makaddam
Lamia Makaddam (arabe : لمياء المقدم), née en 1971 à Sousse, est une poétesse, journaliste et traductrice tunisienne.

## Biographie
Lamia Makaddam naît en 1971 à Sousse. Elle commence jeune à écrire de la poésie et se voit encouragée par sa famille et ses professeurs dans son écriture, en dépit de l'absence de figures poétiques féminines lui servant de référence. Elle publie son premier poème dans le journal de gauche Al Badil.
Elle écrit deux livres de poésie et son œuvre est traduite en anglais, français, néerlandais et kurde. Elle reçoit le prix littéraire al-Hijara aux Pays-Bas en 2000.
Elle est titulaire d'une maîtrise en langue et littérature arabes et, en plus de l'écriture, travaille comme traductrice. Elle vit à Amsterdam aux Pays-Bas.

## Prix
- Prix littéraire al-Hijara, Pays-Bas, 2000[3].

## Œuvres choisies

### Recueils de poésie
- Biṭaʻm al-fākiha al-šatwiyya (Avec le goût des fruits d'hiver), 2007[3] ;
- Intahā hāḏahi al-qaṣīda... intahā hāḏā al-ḥubb (Ce poème est fait... cet amour est fait), 2015[3].

### Traductions
- Anta qulta (Tu l'as dit), traduction du roman néerlandais Jij zegt het de Connie Palmen[4].

### Poèmes traduits en anglais
- Trois poèmes, Banipal, 2008[5] ;
- Quatre poèmes (The bread seller, If I ever wrote poetry, A short skirt, Something must break in the end), Banipal, 2017[6] ;
- Deux poèmes (Poetry was created to solve family problems, Love makes woman a man and man a woman), World Literature Today, 2018[7].